# 12 menet
A 12 menet (eredeti cím: 12 Rounds) 2009-ben bemutatott amerikai akciófilm Renny Harlin rendezésében. A WWE Studios produkciójának főbb szerepeiben John Cena, Aidan Gillen, Steve Harris, Gonzalo Menendez, Brian J. White, Ashley Scott és Taylor Cole látható.
2009. március 27-én mutatták be az Egyesült Államokban. Magyarországon DVD-n adták ki 2009. augusztus 27-én.

## Cselekmény
Miles Jackson fegyverkereskedő, akit a "belső embernek" köszönhetően sikertelenül vallatnak. Miles menekülni kényszerül barátnőjével, Ericával. Két tiszt, Danny Fisher és Hank Carver segít az FBI-nak. Megnézik Jackson felvételét, s látnak egy videót, melyen a férfi a barátnőjével táncol. Egy közlekedési lámpánál való találkozás során meghal, Miles-t pedig elviszik, aki bosszút esküszik. Fisher egy év múlva telefonhívást kap Jacksontól, aki megszökött. Keresni kezdi a férfit, melyre egy robbanás, majd egy fenyegetés a válasz: 12 tettben bosszulja meg az egy évvel ezelőtti eseményeket.

## Szereplők
| Színész       | Szereplő         | Magyar hang          |
| ------------- | ---------------- | -------------------- |
| Danny Fisher  | John Cena        | Laklóth Aladár       |
| Miles Jackson | Aidan Gillen     | Csík Csaba Krisztián |
| Molly Porter  | Ashley Scott     | Bognár Anna          |
| George Aiken  | Steve Harris     | Bognár Tamás         |
| Hank Carver   | Brian White      | Schmied Zoltán       |
| Ray Santiago  | Gonzalo Menendez | Welker Gábor         |

Magyar változat
A szinkront az SDI Media Hungary készítette.
- Magyar szöveg: Moduna Zsuzsa
- Hangmérnök: Kállai Roland
- Vágó: Kránitz Bence
- Gyártásvezető: Molnár Melinda
- Szinkronrendező: Kiss Lajos
- Bemondó: Tóth G. Zoltán

## A film zenéje
A 12 menet zenéjét Trevor Rabin komponálta, aki korábban már együtt dolgozott Renny Harlin rendezővel a Háborgó mélység és Az ördögűző: A kezdet című filmekben.
Zeneszámok
- Crumbland – Feel You
- Rise Againts – Ready to Fall
- Trevor Rabin – 12 Rounds Suite

## Fogadtatás

### Bevételi adatok
A filmet a hetedik helyen nyitott a jegypénztáraknál, egyes becslések szerint 1,75 millió dollárt termelt a premier napján és 5,3 millió dollárt a nyitó hétvégén. Az Amerikai Egyesült Államokban és Kanadában 12 097 848, míg a többi országban 5 045 632 dollár bevételt ért el, összbevétele így világszerte 17 280 326 dollár lett.

### Kritikai visszhang
A film többnyire negatív kritikát kapott. Egyes kritikusok megjegyezték hasonlóságait a Die Hard – Az élet mindig drága című 1995-ös filmmel. A Rotten Tomatoes weboldalon 71 kritika összegzése alapján 31%-os értékelésen áll.

## Házimozi-megjelenés
DVD-n, Blu-ray disc-en és UMD-n egy nem minősített "Extreme Cut" változatban is kiadták 2009. június 30-án. A bemutató héten első helyezést ért el a DVD-eladások listáján: 208 936 DVD-t értékesítettek, 3,1 millió dolláros bevételt érve el. 2011. július 11-ig 581 834 darab DVD-t értékesítettek, 8 884 292 dollár bevétellel. Ez nem tartalmazza a Blu-ray Disc értékesítéseket és a DVD kölcsönzéseket.Sablon:Forráa

## Folytatások
Randy Norton szerepet kapott a 2013-as Megint 12 menet című önálló folytatásban. címmel. A harmadi rész 2015-ben jelent meg Dean Ambrose főszereplésével, 12 Rounds 3: Lockdown címmel.